# Shona Thorburn
Shona Louise Thorburn (Oxford, 7 agosto 1982) è un'ex cestista e allenatrice di pallacanestro canadese con cittadinanza britannica, professionista nella WNBA.

## Carriera
È stata selezionata dalle Minnesota Lynx al primo giro del Draft WNBA 2006 con la 7ª chiamata assoluta.
Con il Canada ha disputato due edizioni dei Giochi olimpici (Londra 2012, Rio de Janeiro 2016), i Campionati mondiali del 2014 e quattro edizioni dei Campionati americani (2003, 2011, 2013, 2015).